# Microcyclus ulei
Espèce
Microcyclus ulei est une espèce de champignons ascomycètes de la famille  des Planistromellaceae, endémique de l'Amazonie.
Ce champignon phytopathogène attaque les arbres du genre Hevea : Hevea brasiliensis, Hevea benthamiana, Hevea camargoana, Hevea camporum, Hevea guianensis, Hevea pauciflora, Hevea spruceana, et les hybrides entre ces espèces. C'est l'agent responsable de la maladie sud-américaine des feuilles de l'hévéa. Cette maladie, contre laquelle aucune méthode de lutte efficace n'est disponible, détruit les arbres avant qu'ils atteignent leur maturité physiologique et a détruit toutes les plantations d'hévéas implantées en Amérique du Sud et en Amérique centrale, depuis la première épidémie constatée au Surinam en 1918,.
Des recherches en cours visent à sélectionner des variétés résistantes à cette maladie.

## Taxinomie
La première description du champignon pathogène date de 1904 et est due au mycologue allemand, Paul Christoph Hennings. Ses travaux se basaient sur des feuilles infectées d'Hevea brasiliensis collectées dans la haute Amazonie par l'explorateur et botaniste allemand, Ernst Heinrich Georg Ule, dans la vallée de la Juruá (Brésil) en 1901 et près d'Iquitos (Pérou) en 1902.
Initialement, deux formes de spores ont été reconnues : la forme sexuée (téléomorphe), Dothidella ulei, et une forme pycnidiale supposée asexuée (anamorphe), Aposphaeria ulei.
La forme asexuée hyphomycète a été décrite en 1911 au Surinam par J. Kuyper sous le nom de Fusicladium macrosporum.
En 1913, le mycologue anglais, George Edward Massee, décrivit la forme conidiale sous le nom de Passalora heveae.
Ensuite le mycologue français, Victor Cayla, en 1913, et le mycologue anglais, Thomas Petch, en 1914, ont conclu que les binômes Dothidella ulei, Aposphaeria ulei et Fusicladium macrosporum désignaient des formes différentes d'une seule et même espèce.
Le lien entre les formes sexuée et asexuée du champignon est confirmé en 1917 par le phytopathologiste suisse, Gerold Stahel, qui avait observé la connexion d'hyphes de différentes structures fongiques dans le tissu de feuilles infectées ; il renomma la forme sexuée, Melanopsammopsis ulei.
Plus tard, le mycologue néerlandais, Josef Adolph von Arx, a transféré cette espèce dans le genre Microcyclus et a suggéré, en se basant sur la morphologie de la forme hyphomycète, de type Passalora, une relation étroite avec le genre Mycosphaerella.
Actuellement, 
- Microcyclus ulei (Henn.) Arx désigne la forme téléomorphe (famille des Planistromellaceae),
- Fusicladium heveae K. Schub. & U. Braun, la forme anamorphe conidiale (famille des Venturiaceae) et
- Aposphaeria ulei Henn., l'anamorphe pycnidiale[2] (famille des Melanommataceae).

### Synonymes
Selon OEPP et CABI:
- Aposphaeria ulei Henn. 1904[9] (anamorphe)
- Dothidella ulei Henn. 1904[9] (téléomorphe)
- Fusicladium heveae U. Braun & Crous 2003 (anamorphe)
- Fusicladium macrosporum  J. Kuijper 1911 (anamorphe)
- Melanopsammopsis ulei (Henn.) Stahel 1917 (téléomorphe)
- Passalora heveae (G. Masee) 1917[10] (anamorphe)
- Pseudocercospora ulei (Henn.) Hora Junior & Mizubuti, comb. nov. 2014[6]
- Scolecotrichum ulei (Griffon et Maublanc)[10]

### Étymologie
L'épithète spécifique, ulei, est un hommage au botaniste allemand, Ernst Heinrich Georg Ule.

## Biologie
Le champignon Microcyclus ulei présente dans son cycle de vie trois stades morphologiquement différents, et produit trois types de spores : des conidies sur les feuilles jeunes immatures, des pycnospores sur les feuilles nouvellement arrivées à maturité et des ascospores sur les feuilles plus âgées, en pleine maturité.
Les conidies et les ascospores sont les principales propagules de l'infection, tandis que les pycnospores, qui ne semblent pas germer, ne constituent pas un agent efficace de diffusion du champignon,.

### Hôtes
Microcyclus ulei  a une gamme d'hôtes restreinte, limitée à quelques espèces d'arbres du genre Hevea. Il s'agir notamment d'Hevea brasiliensis, Hevea benthamiana, Hevea camargoana, Hevea camporum, Hevea guianensis, Hevea pauciflora, Hevea spruceana, ainsi que d'hybrides entre ces espèces.
Des expérimentations d'inoculations en laboratoire ont montré que les jeunes feuilles de manioc (Manihot esculenta) pouvaient également être infectées.

### Ennemis naturels
Le champignon hyperparasite Dicyma pulvinata (synonyme Hanfordia pulvinata) est capable d'attaquer Microcyclus ulei. Son éventuelle utilisation comme agent de lutte biologique contre ce dernier a été étudiée.
Des études ont montré que certaines espèces de champignons endophytes, isolés sur des cultivars d'hévéa, ont une activité inhibitrice significative contre Microcyclus ulei. Ces champignons sont notamment Fusarium sp., Glomerella cingulata, Phomopsis sp., Myrothecium sp., Pestalotiopsis sp et Microdiplodia sp..

## Utilisation comme arme biologique
Compte tenu de la menace qu'il représente pour les plantation d'hévéas et la production de caoutchouc naturel, le champignon Microcyclus ulei a été classé comme agent potentiel de guerre biologique par l'armée américaine, ainsi que par l'Office des Nations unies contre la drogue et le crime.